# Žlučové mýdlo

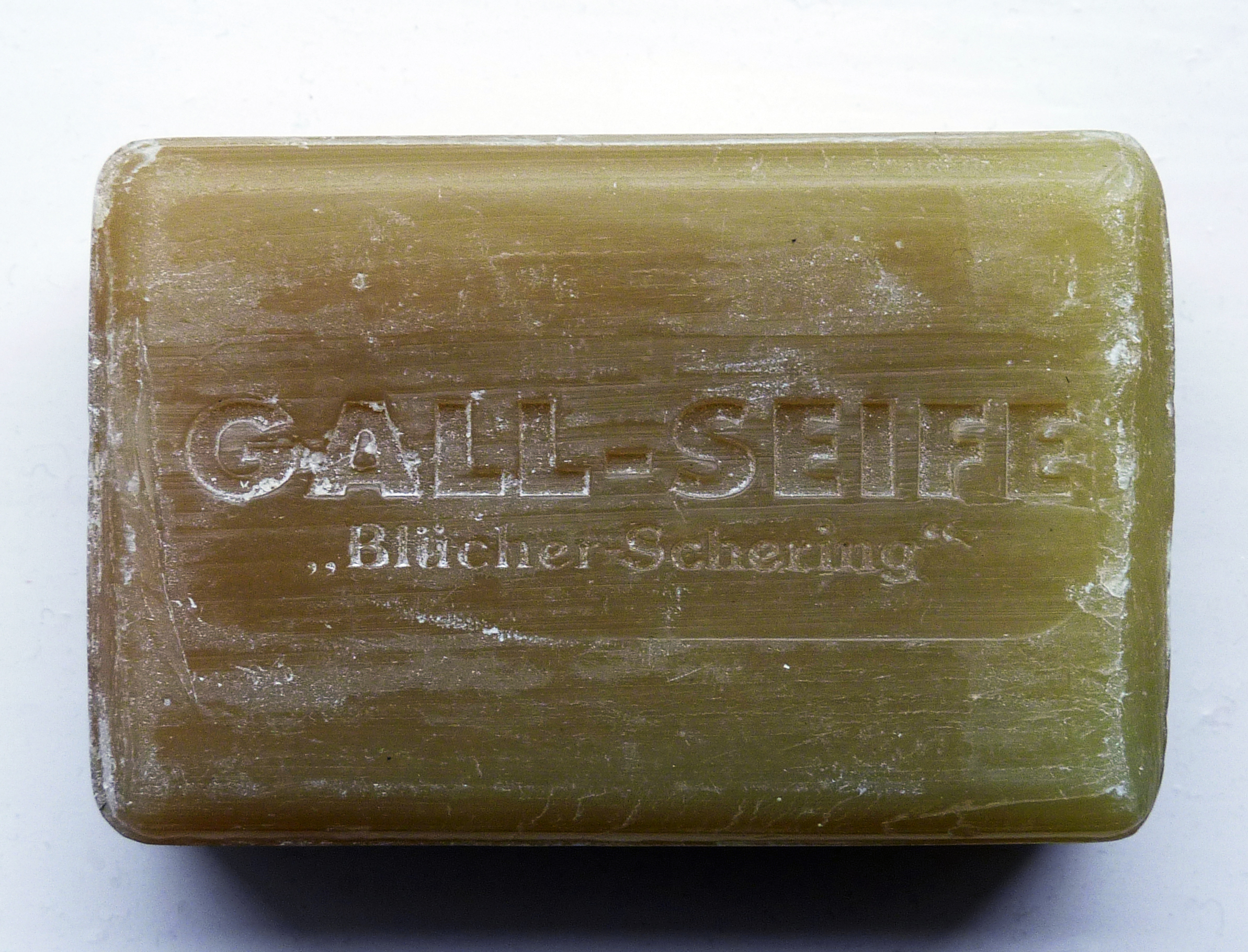
Žlučové mýdlo vyrobené v německém Lübecku firmou Blücher-Schering

Žlučové mýdlo je druh mýdla, do kterého se přidává volská žluč. Hovězí žluč, jež je obsažená v mýdle, pomáhá díky enzymům čistit tuky a bílkoviny ze zašpiněných textílií.

## Historie objevu žlučového mýdla
Autor patentu, který dorazil na městský úřad v Bristolu, hovořil o možnosti čistit textilie s užitím jádrového mýdla, jež se mělo doplnit o hovězí žlučník nebo samotnou žluč, už v roce 1836.
Kolektiv autorů Textilního lexikonu od společnosti Merck popsala žlučová mýdla jako toaletní mýdla pro praní jemných vlněných a hedvábných tkanin. Schrauth a Deite upozornili, že se v tehdejší Výmarské republice využívalo parfémů pro potlačení žlučového zápachu z mýdla. Rovněž varovali před mýdly, která se jako žlučová označovala, ovšem neobsahovala žádnou žluč. Často se dle Schrauthových a Deiteových slov jednalo o mýdla na bázi kokosového oleje, která měla atraktivnější vzhled pro zákazníka a snadnější postup přípravy.
Francouzský chemik Antoine-Alexis Cadet de Vaux poznamenal u kapitoly Žluč ve svém díle Encyklopedie: „Volská žluč dělá vše, co by mělo dělat to nejlepší mýdlo.“ Narážel tak na odmašťovací funkci žluči v mýdle. Nevýhodou žluči, i přes její šetrnost k barvám textilu, byl její odporný zápach. Smrdutost se podařilo přebít použitím éteru v mýdlech až v polovině 19. století.

## Historie složení žlučového mýdla
Pro potlačení zápachu se francouzští výrobci rozhodli výslednou mýdlou směs vylepšit už koncem 19. století. Ve Francii se žlučové mýdlo vyrábělo smícháním marseillského mýdla a volské žluči v poměru 1 : 2. Směs se doplňovala ještě o med a cukr. Marseillské mýdlo se někdy nahrazovalo kokosovým mýdlem kvůli nizší ceně. Do směsi se někdy přidával i palygorskit.

## Chemické fungování mýdla
Mýdlo obsahuje soli žlučových kyselin. Soli kyselin z volské žluči emulgačně účinkují proti skvrnám od tuků, škrobu, bílkovin a rostlinným barvivám. Nejvíce se na rozpouštění skrvn podílí dvě kyseliny – glykocholová a taurocholová. Mýdlo neobsahuje samotné aktivní promývací látky a enzymy, které by mechanicky otíraly vlákna čištěné textilie.